# HMS Viking (1909)
HMS Viking foi um contratorpedeiro de classe Tribal da Marinha Real Britânica lançado em 1909 e vendido por fragmentos em 1919. Durante a Primeira Guerra Mundial, ele serviu no Mar do Norte e no Canal da Mancha com o 6º Contratorpedeiro Flotilla.